# Yorkville Sound
Yorkville Sound ist ein kanadischer Hersteller für Audioverstärker, Lautsprecher und Audio-Equipment für den professionellen Einsatz. Das Unternehmen hat seinen Hauptsitz in Pickering, Ontario, Kanada. Es entwickelt und produziert seine Bauteile selbst und lässt diese im eigenen Werk anfertigen. Im Im- und Exportgeschäft für seine Audioprodukte ist das Unternehmen global vertreten.
Yorkville Sound verwaltet seine eigenen Marken Traynor sowie Yorkville und vertreibt weitere Marken wie Apex und Applied Research and Technology (ART). Es übernimmt den Vertrieb in Nordamerika für die Hersteller Hughes & Kettner (Gitarren und Verstärker), Epiphone Gitarren, Gibson Gitarren, Garrison Gitarren, Ritter bags, Beyerdynamic Mikrofone und Gallien-Krueger Verstärker.

## Geschichte
Yorkville Sound entstand 1963 in einem Hinterzimmer des Musikgeschäfts Long & McQuade in der Yonge Street im Stadtteil Yorkville. Peter Traynor arbeitete als Elektrotechniker, der Verstärker reparierte und eigene Verstärker selbst entwickelte, darunter neue Bassverstärker mit der Bezeichnung Dynabass. Diese widerstandsfähigen und belastbaren Geräte begann er zu vermieten.
Ende 1963 begann Traynor mit dem Verkauf seiner Dynabass Verstärker. Er ging eine Partnerschaft mit Jack Long, dem Teilhaber des Musikgeschäfts, ein, um seine Verstärker mit dem neugegründeten Unternehmen Yorkville Sound und dem neuen Traynor-Logo zu verkaufen. Long hielt eine Zweidrittelmehrheit an dem neuen Unternehmen, während Traynor zu einem Drittel daran beteiligt war. 1965 wurde das Unternehmen offiziell unter dem Markennamen Yorkville Sound Limited geführt – mit Long als Präsidenten und Traynor als Vizepräsidenten. Im gleichen Jahr zog das Unternehmen in die Dundas Street in Toronto um. 1966 wurden weitere Produkte auf den Markt gebracht. Der YVM-1 Voice Master war ein portabler 45-Watt-Verstärker, kombiniert mit einem vierkanaligen Mikrofonmixer. Das Konzept des portablen Verstärkers wurde schnell beliebt bei Musikern wurde und war zugleich eine Inspiration für die Konkurrenz, die 1967 die Vocal-Master-Produktlinie von Shure einführte. 1972 expandierte das Unternehmen und eröffnete Niederlassungen im Vereinigten Königreich und in Schweden. 1976 verließ Peter Traynor das Unternehmen. Die Marke Traynor wurde langsam vom Markt genommen und erst im Jahr 2000 wieder eingeführt. Der Sohn von Jack Long übernahm 1981 die Geschäfte von Yorkville Sound. 1981–1982 baute Yorkville Sound Lautsprecher für den nordamerikanischen Markt von Martin Audio. Damit sparte Martin Audio die Kosten für die Verschiffung über den Atlantischen Ozean. 1983 begann Yorkville Sound mit der Entwicklung und dem Bau von eigenen Konzertlautsprechern der Sound Crew-Modelpalette. 1985 wurden die élite-Serie von portablen Lautsprechern und die Audiopro-Serie von elektronischen Verstärkern eingeführt. Ein 1000 Watt Subwoofer wurde 1986 unter der Bezeichnung SW-1000 auf den Markt gebracht.
1991 wurde eine neue Monitor Lautsprecherserie entwickelt. 1996 führte Yorkville die TX-Linie von Konzert-Tour-Lautsprechern ein. 2001 beauftragte Yorkville den Designer Tom Danley, die neue Unity-Serie von Lautsprechern zu designen und die 2003 auf den Markt kamen. Das Unity Design wurde von Sound Physics Labs Inc. lizenziert.

## Produkte und Dienstleistungen
- Professionelle Lautsprechersysteme (Konzertlautsprecher)
- Verstärker
- Passive Mixer
- Powered Mixers
- Instrumentenverstärker
- Monitorlautsprecher
- Lichtsysteme
- Vertrieb für andere Hersteller